# Balthasar Karel van Spanje

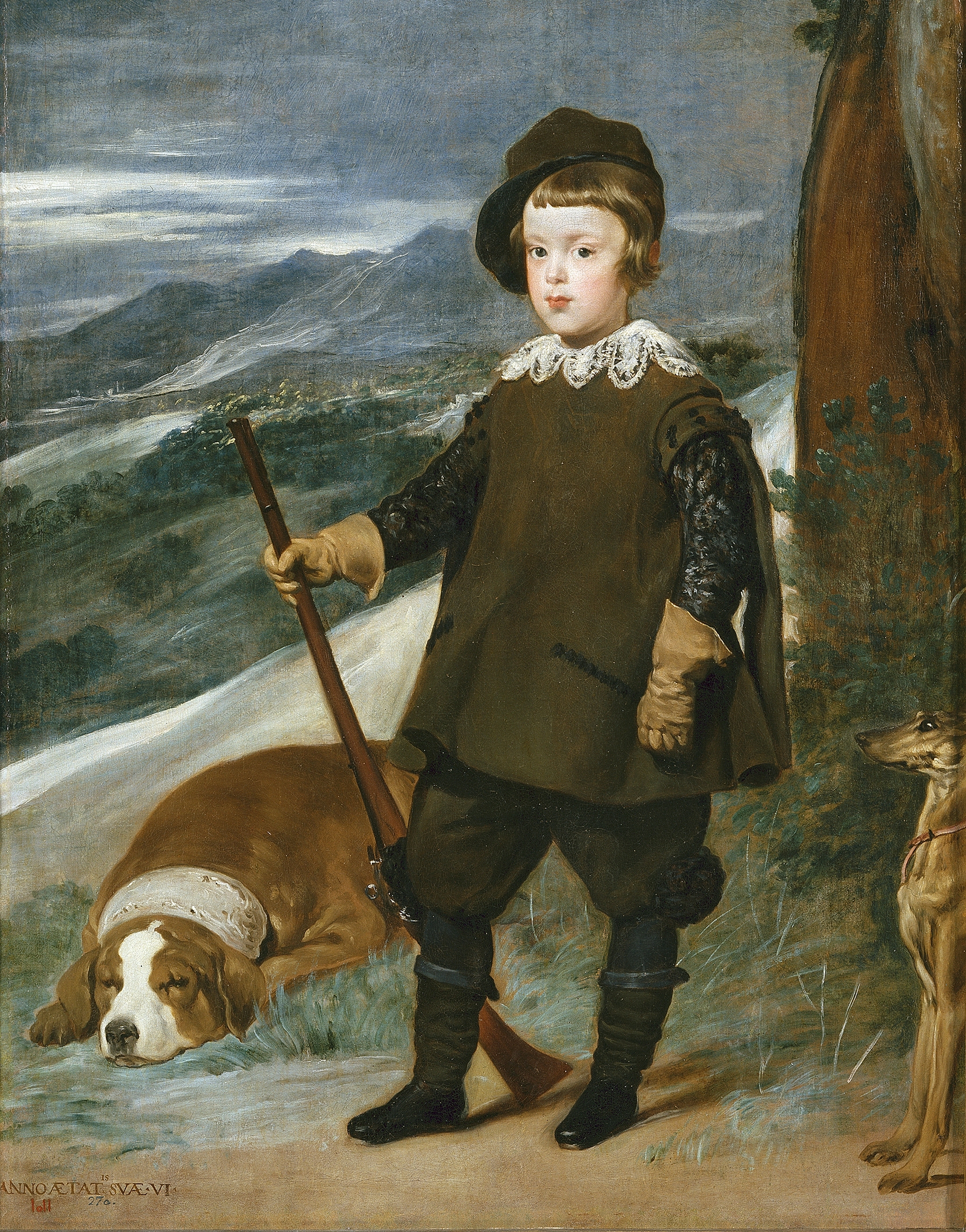
Prins Balthasar Karel als jager
(1635/36), Diego Velázquez, Museo Nacional del Prado

Balthasar Karel van Spanje, Prins van Asturië en Portugal, Spaans: Baltasar Carlos, Portugees: Baltazar Carlos (Madrid, 17 oktober 1629 - Zaragoza, 9 oktober 1646) was de oudste zoon, en dus kroonprins, van koning Filips IV van Spanje (in Portugal Filips III) en diens eerste echtgenote, prinses Elisabeth van Frankrijk.  Hij droeg de titels prins van Asturië en prins van Portugal.
Hij overleed in 1646, waarschijnlijk aan pokken. Het feit schokte de Spaanse koning Filips IV zeer diep. Tot zijn dood (1665) zou deze verbitterd achterblijven, hopende dat het zijn tweede zoon, Karel II van Spanje, beter zou vergaan. Balthasar was in zijn korte leven verloofd met Maria Anna van Oostenrijk, die later trouwde met koning Filips.